# Klaw
Klaw (Ulysses Klaw) es un supervillano sudafricano que aparece en los cómics estadounidenses publicados por Marvel Comics. El personaje se representa como un físico humano que se ha transformado en un sonido sólido y que usa un emisor sónico en su muñeca derecha como dispositivo protésico. Klaw se originó como un adversario de Los 4 Fantásticos, pero desde entonces también ha entrado en conflicto con otros héroes, como Los Vengadores y Ka-Zar. En particular, se convirtió en el archienemigo de La Pantera Negra, después de matar al padre del héroe llamado T'Chaka.
El personaje aparece en otros productos respaldados por Marvel, tales como videojuegos y arcade, series de televisión animadas y mercadería, como tarjetas de intercambio. Andy Serkis interpreta al personaje de Universo Cinematográfico de Marvel apareció por primera vez en la película Avengers: Age of Ultron (2015) y Black Panther (2018), y expresó una versión alternativa de la realidad del personaje en la serie de Disney+, ¿Qué pasaría si...? (2021).

## Historial de publicaciones
El personaje apareció por primera vez en Fantastic Four #53 (1966) y fue creado por Stan Lee y Jack Kirby.

## Historia
Ulysses Klaue nació en Johannesburgo, Sudáfrica e hijo del criminal de guerra nazi, el coronel Fritz Klaue del Escuadrón Blitzkrieg liderado por el Barón Strucker. Fue enviado por Adolf Hitler a Wakanda para aprender sus secretos. Después de la Segunda Guerra Mundial, regresó a Bélgica, luego anglosajizó su nombre a "Klaw" y crio a su hijo con cuentos de Wakanda.
Klaw luego se convierte en físico, trabajando en el campo de los sónicos aplicados. Para continuar su diseño de un transductor de sonido que convierte las ondas de sonido en masa física, Klaw roba el vibranium de metal para alimentar su dispositivo. Esta es una sustancia metálica que se sabe que existe solo en ciertos depósitos meteóricos en la pequeña nación africana de Wakanda. Al robar este raro mineral, Klaw entra en conflicto con T'Chaka, a quien Klaw asesina a sangre fría. El hijo adolescente de T'Chaka vio caer a su padre ante los invasores, luego ataca a Klaw para vengar a su padre. Klaw logra escapar a costa de su mano derecha.
Años más tarde, Ulysses vuelve a alzarse con un emisor / pistola sónica en su muñeca derecha como un dispositivo protésico de reemplazo para su mano perdida que puede crear cualquier tipo de objeto o criatura que pueda concebir utilizando solo el sonido. Él también ha creado un dispositivo que lo convierte en un ser compuesto únicamente de sonido, haciéndolo inmortal en el proceso. Klaw es un profesional de las batallas criminales de T'Challa (que ahora se ha convertido oficialmente en la nueva Pantera Negra) y el equipo de superhéroes, Los 4 Fantásticos, en el estado de Nueva York, pero fue derrotado.
Klaw fue encarcelado pero fue liberado por Crimson Cowl, que resulta ser un alias de Ultron. Uniéndose a la segunda encarnación de Maestros del Mal, Klaw y los otros villanos luchan contra Los Vengadores. sin embargo, los vencieron, con la Pantera Negra sometiendo a Klaw. Klaw intentaría reformar el segundo de Maestros del Mal para luchar contra Los Vengadores, pero su plan sería frustrado por el equipo totalmente femenino, Damas Libertadoras.
Administrando escapar de la custodia nuevamente, Klaw viaja de regreso a Wakanda donde ayuda a robar un dispositivo capaz de aumentar la propiedad de disgregación de metal de una aleación de vibranium. Al encontrarse con la Cosa, la Antorcha Humana y la Pantera Negra, Klaw fue derrotado.
Posteriormente, Klaw une fuerzas con el asesino Solarr y atrapa a los Vengadores dentro de una sólida barrera de sonido. Klaw amenaza con ejecutarlos si la Pantera Negra no abdica al trono de Wakanda. Al darse cuenta de que el propio Klaw está disfrazado como uno de los rehenes mientras usa una creación de sonido para aparecer fuera de la barrera, la Pantera logra exponer y someter a Klaw y Solarr antes de que pueda cumplir su amenaza.
Posteriormente, Klaw fue liberado de la prisión por un miembro de la raza extradimensional de los sheenarianos, que desean que use sus poderes sónicos para ayudar a abrir un portal dimensional lo suficientemente grande como para que su armada invasora ingrese a la Tierra. Klaw acepta y después de una escaramuza con Ka-Zar en Londres, viaja con el Sheenarean a la Tierra Salvaje donde hay un depósito de vibranium lo suficientemente grande como para crear el portal. Después de que Ka-Zar rechaza a los invasores, Klaw huye a la dimensión de Sheenarean, e incapaz de salvar nada sustancial de sus aliados, usa su tecnología para regresar a la Tierra.
Materializándose en el Nexo de Todas las Realidades ubicado en los Everglades de Florida, Klaw sucede sobre la varita del Hombre Molécula. Ayudando al Hombre Molécula a encontrar un cuerpo para poseer, Klaw y su nuevo aliado viajan a Nueva York para vengarse de su enemigo común, Los 4 Fantásticos. Klaw es sometido por el Hombre Imposible.
Klaw encuentra que sus poderes disminuyen, lo que le lleva a tener que manipular a un grupo de jóvenes de la calle para que lo ayuden a obtener el material necesario para restaurar su poder. Con la ayuda de Pantera Negra, el plan de Klaw fracasa. Se encuentra encarcelado dentro de su propia pistola, almacenada en la instalación de investigación del Proyecto Pegaso. En Marvel Two-in-One # 57 - 58 (noviembre - diciembre 1979), Klaw fue liberado por Solarr, aunque ambos fueron derrotados por un grupo de héroes, incluyendo la Cosa, Quasar, el Hombre Gigante y Aquarian.
Después de eso, Klaw lucha contra La Cosa, Ka-Zar y Águila Americana.
La carrera de Klaw pronto toma una espiral descendente, luego de que un encuentro con el mutante Dazzler resulta en su forma humanoide disuelta y su energía de sonido expulsada al espacio, donde termina siendo recolectada por Galactus. Su energía es encontrada por el Doctor Doom durante la serie limitada Secret Wars. Doom restaura Klaw a la normalidad. Tristemente, la pérdida de su forma física ha tenido repercusiones; Klaw ahora tiene la mente de un niño y está completamente loco, un síntoma de lo cual es hablar en rima. Doom explota la locura de Klaw, convenciendo al villano de que vuelva a diseccionarlo como parte de una estratagema loca para robar los poderes de Galactus y Beyonder. Sin embargo, el Beyonder posee a Klaw después de perder sus poderes, lo que lleva a Klaw engañando al Doctor Doom para que abandone su Divinidad robada y teletransportando a los dos de vuelta a la Tierra, donde el estado mental de Klaw se cura lentamente.
Klaw lucha contra Daredevil y Visión, antes de ser reclutado por el Mago para unirse a su última encarnación de Los 4 Terribles. Atacando a Los 4 Fantásticos mientras el grupo está realizando un delicado procedimiento científico sobre la Antorcha Humana (cuyos poderes habían perdido el control), Klaw arroja a la Cosa a la cápsula médica que intentaba drenar el exceso de radiación de Antorcha, lo que resultó en Ben Grimm volviendo a la normalidad a Klaw y sus compañeros de equipo, junto con Los 4 Fantásticos son rápidamente capturados por el pícaro Aron el Vigilante, quien finalmente devuelve a Klaw y sus compañeros villanos a prisión después de que Los 4 Fantásticos se liberan.
El encarcelamiento de Klaw no duraría. Escapando durante la línea de la historia de Actos de venganza, Klaw fue capturado por A.I.M., quien coloca un dispositivo de control del dolor en su pistola para controlarlo. Luego lo envían para atacar a la renovada supervillana Volcana, con la esperanza de atraer a su amante Molécula, pero abandona la batalla cuando se destruye su arma. Klaw es reclutado más tarde por el grupo "Overlords del Pacífico", dirigido por el Doctor Demonicus, pero se vuelve contra el grupo y en su lugar ayuda a Los Vengadores de la Costa Oeste al derrotarlos cuando se vuelve aparente que Demonicus se había convertido en un esclavo de un demonio peligroso. Luego se une a la versión de Justine Hammer (Maestros del Mal]]), luchando contra Thunderbolts en varias ocasiones. Cuando los depósitos de vibranium de la Tierra comienzan a explotar debido a un 'cáncer de vibranio' introducido en el mundo cuando el escudo del Capitán América se rompió y se reparó incorrectamente, Klaw viaja a Wakanda con el objetivo de absorber la energía del sonido de la explosión inminente para hacerse aún más fuerte. El Capitán América puede derrotarlo cuando usa el escudo dañado para absorber el ataque de Klaw. La explosión realinea las moléculas de escudo para que se repare el escudo y se destruya el cáncer de vibranium.
Klaw presenta en el arco de apertura de la cuarta serie Pantera Negra, una historia de flashback que presenta el origen del personaje del título. El personaje finalmente resurge de nuevo, habiendo (a través de medios desconocidos) cargado con éxito su esencia basada en sonido en Internet y luego descargado, a través de BitTorrent, por el Mago para luchar nuevamente contra Los 4 Fantásticos como parte de una nueva encarnación de Los 4 Terribles.
Klaw es visto más tarde con Los 4 Terribles del Mago cuando se trata de ayudar a Inteligencia a capturar a Reed Richards.
El Camaleón luego se hace pasar por Klaw para infiltrarse en Inteligencia y estar listo para que los Seis Siniestros ataquen al Hombre Araña.
Klaw fue reclutado por el Mago para capturar a Carnage, para que pueda ser agregado a la última versión de Los 4 Terribles, junto a Karl Malus. Los intentos del Mago de controlar el simbionte (que tiene el control del cuerpo lobotomizado de Kasady) fallan, por lo que decide vincularlo con Malus y someter a su mente. Klaw somete a Malus, y la operación es un éxito, creando "Superior Carnage". La "Fundación espantosa" ataca luego el ayuntamiento de Nueva York, como parte del plan del Mago para llamar la atención de su hijo clon. Durante una batalla con Superior Spider-Man, Mago pierde el control de Superior Carnage, quien apuñala a Klaw con una lanza de vibranium, lo que lo hace detonar. La explosión sónica le arranca el simbionte a Malus, y al mago, pero luego lo abandona por Kasady (a quien el Superior Spider-Man había traído a la escena). Mientras Carnage intenta matar a Mago, Klaw, cuya conciencia había sido proyectada en la "pared de sonido" del universo por la explosión, enfoca sus últimas fuerzas en crear un rayo que derriba a Carnage, separando el simbionte de su anfitrión. Klaw reflexiona que ese podría ser su acto final, ya que su esencia se extiende aún más en el muro de sonido, y pronto será demasiado delgada para que pueda retener su conciencia.
Durante Avengers: Standoff!, Klaw era un preso de Pleasant Hill, una comunidad cerrada establecida por S.H.I.E.L.D.

## Poderes y habilidades
Con un convertidor sónico accionado, cortesía del Vibranium, Ulises Klaw se convirtió en un ser compuesto por sonido psionicamente "solidificado" sonido, adquriendo un aspecto algo inhumano. El personaje es descrito como alguien con una fuerza sobrehumana y gran durabilidad. El generador de sonido de acero molibdeno que sirve como un aparato protésico en la muñeca derecha de Klaw es capaz de transformar el sonido ambiente para llevar a cabo una serie de funciones, incluyendo la proyección de las ondas sónicas de alto volumen intensos y explosiones de fuerza de conmoción, así como la creación de sonido móvil / constructos de masas. El convertidor de sonido fue inventado por Klaw y posteriormente mejorado por científicos y técnicos de A.I.M. Klaw puede también sentir su entorno utilizando un sonar. Cuando peleó con Volcana, al intentar secuestrar al Hombre Molécula, demostró la capacidad de crear "sonido cohesionado". Este fue esencialmente un entrelazado aplastante que absorbe el ruido ambiente para aumentar su tamaño y fuerza. El objetivo de eliminar la construcción sería hacerlo más grande y más fuerte. Volcana sólo fue capaz de escapar mediante el cambio en su forma de cenizas. 
Como resultado de su transformación, Klaw tiene la incapacidad para existir fuera de un medio que permita la propagación de ondas de sonido (es decir, en un vacío) sin las mejoras tecnológicas realizadas a su convertidor sónico por AIM. También es incapaz de recuperar su forma orgánica original, y es vulnerable al Vibranium, que puede causar que su forma de masa/energía se colapse. También sufre una leve locura temporal cuando se ve obligado a existir en forma de energía sónica y no humanoide durante largos períodos de tiempo.
Klaw más tarde se convierte en una criatura compuesta de ondas de sonido, y aunque aparentemente más poderoso sigue siendo vulnerable al Vibranium, lo que provoca su masa se deteriore. En algunos aspectos esta nueva forma muestra la vulnerabilidad a las aspiradoras atmosféricos (dado que el sonido no puede existir sin un medio), pero después de ser reconstituido por AIM su cuerpo "sonido sólido" tiene propiedades diferentes a las ondas de sonido normal y ya no es afectado por el vacío. Se demostró que en esta forma que Klaw podría generar y ataques sónicos directos a través de los objetos físicos sin necesidad de su emisor con sólo tocar el material.
Ulises Klaw tiene un doctorado en la física y es un físico experto especializado en vibraciones sónicas aplicadas.

## Otras versiones

### Heroes Reborn
En el universo Heroes Reborn, creado por Franklin Richards, Klaw apareció como miembro de Maestros del Mal de Loki.

## En otros medios

### Televisión
- Klaw aparece en el 1967, la serie animada de Los Cuatro Fantásticos, con la voz de Hal Smith.
- Klaw hace un cameo en Spider-Man and His Amazing Friends, episodio "El ataque del Aracnoide".
- Klaw aparece en el 1994, Los Cuatro fantásticos con la voz de Charles Howerton. Su mano permanece intacta durante la muerte de T'Chaka. En represalia por la muerte de T'Chaka, T'Challa termina atacando a Klaw, lo que le cuesta a este su mano derecha. En el episodio "Presa de la Pantera Negra", Klaw regresa años después para atacar a Wakanda luciendo un inversor sónico y termina peleando contra los Cuatro Fantásticos y la Pantera Negra. Durante una de esas peleas, Klaw termina transformado en su forma de sonido solidificado. Los 4 Fantásticos y Pantera Negra derrotan a Klaw haciéndolo absorber por la pila de Vibranium.
- Klaw aparece en Fantastic Four: grandes héroes, en el episodio "Espantoso". Aparece como un miembro de los Cuatro Terribles.
- Klaw aparece en The Super Hero Squad Show episodio "Hulk Talk Smack", con la voz de A. J. Buckley.[28] En el episodio "Hulk Talk Smack", él y Screaming Mimi son enviados por Doctor Doom para recuperar un fractal de la biblioteca. Más tarde, Screaming Mimi y Klaw son enviados con Melter y Sapo para buscar un fractal en el depósito local.
- Klaw aparece en Marvel BET Pantera Negra, serie animada, con la voz de Stephen Stanton.[29] En esta versión tiene una mano cibernética que puede convertirse en arma sónica. Su historia de matar a T'Chaka permanece intacta con la serie. De manera similar al arco de la historia "Quién es el Pantera Negra", reúne a Batroc el saltador, Juggernaut, Hombre Radiactivo, Caballero Negro y algunos mercenarios para ayudarlo a invadir Wakanda.
- Klaw aparece en The Avengers: Earth's Mightiest Heroes, con la voz de Mark Hamill. En los episodios de "El hombre en el hormiguero" conduce un pequeño grupo de mercenarios a un centro de investigación S.H.I.E.L.D. en África con el fin de robar una muestra de vibranium. Después de matar a los agentes de SHIELD que protegen la instalación, Klaw y sus hombres intentan tomar el vibranium de Hank Pym que dirige el proyecto. Las habilidades de Ant-Man derrotan fácilmente a los mercenarios, pero Klaw escapa antes de que Ant-Man pueda capturarlo. Klaw es mencionado más tarde como el que contrató a Torbellino para obtener el Sonic Disruptor para él. Más adelante en el episodio, Klaw porta el Sonic Disruptor sobre su mano derecha y ayuda a Hombre Mono a matar a T'Chaka para tomar el control de los depósitos de vibranium de Wakanda y en "La aventura de la Pantera", Klaw termina luchando contra Ant-Man hasta que Segador golpea a Klaw en el montículo Vibranium, convirtiéndolo en un ser de sonido. Klaw ataca a los agentes de HYDRA en represalia. Ant-Man y Iron Man lograron usar el Vibranium para contener el Sonic Emitter, permitiendo que el Vibranium absorbiera a Klaw.
- Klaw aparece en la serie animada Ultimate Spider-Man con la voz de Matt Lanter.[30] Aparece como miembro de los Cuatro Terribles: 
  - En la primera temporada, el episodio 1, "Un Gran Poder", es donde se une con Mago, Thundra y Trapster para formar los Cuatro Terribles. Después de que Trapster sea capturado durante una pelea con Spider-Man, Klaw y los restantes miembros de los Cuatro Terribles y atacan la escuela Midtown en busca de Spider-Man (que había sido plantado con un dispositivo de seguimiento por Trapster durante un altercado previo). Spider-Man se defiende con éxito a los Cuatro Terribles, pero su amigo Harry Osborn es herido gravemente en el proceso. En el episodio 2, "Una Gran Responsabilidad", emboscan y atrapan a Spider-Man. Son derrotados por la intervención de White Tiger, Power Man, Puño de Hierro y Nova y son arrestados presuntamente por las autoridades. En el episodio 25, "Revelado", Klaw con los Cuatro Terribles invaden un almacén en Oscorp y terminan peleando con el equipo de Spider-Man. Sin embargo, los Cuatro Terribles habían fijado en realidad una trampa donde se escapan mientras que el equipo de Spider-Man es atacado por el Doctor Octopus y sus Octobots.
  - En la segunda temporada el episodio 23, "Una Segunda Oportunidad", él con los Cuatro Terribles pelean contra Iron Patriot (Norman Osborn) y Spider-Man siendo derrotados.
- Klaw aparece en la tercera temporada de Avengers Assemble con la voz de David Shaughnessy (en Avengers: Ultron Revolution),[31] y por Trevor Devall (en Avengers: Black Panther's Quest).[32] En esta versión tiene su convertidor sónico exclusivo en lugar de su mano izquierda. 
  - En la tercera temporada, el episodio 6, "Los Thunderbolts al descubierto", estaba en medio de un acuerdo Vibranium con Helmut Zemo hasta que termina la lucha contra los Vengadores y los Thunderbolts. Mientras huía de ellos, se encuentra con Ciudadano V, el que en secreto lo contrató para robar el Vibranium. Tras ser derrotado, Ciudadano V coloca un dispositivo en el cuerpo inconsciente de Klaue y algunos en los contenedores de vibranium. Más tarde, el dispositivo se apaga, uniendo a Klaue con el vibranium, convirtiéndose en una versión vibranium de sí mismo. Le tomó a los Vengadores y los Thunderbolts para derrotarlo. Cuando es expuesto Ciudadano V, Barón Zemo utiliza los restos de las energías de Klaue se utilizan como un monstruo gigante de energía. Capitán América y Songbird fueron capaces de hacer que el monstruo de la energía a desmoronarse. En el episodio 17, "La Furia de la Pantera", Klaue se vuelve a ensamblar y contrata a Crossbones para eliminar a T'Challa. Después de que Crossbones fracase, Klaue va a Wakanda, donde termina robando unos vibranium que incluyen el escudo del Capitán América, los cuales fueron recuperados por Pantera Negra. Mientras que en su escondite en el Himalaya, Klaue combinó el Vibranium en una armadura especial que usaba para hacer frente a los Vengadores y Pantera Negra. Después de una táctica usada por los Vengadores y Pantera Negra se utilizó para derrotar Klaue, fue llevado de nuevo a Wakanda para responder por sus crímenes y su armadura vibranium está en la custodia de Wakanda.
  - En la quinta temporada, episodio "The Night Has Wings", Ulysses usa collares especiales en un grupo de murciélagos que mutaron a tamaño gigante al anidar en una cueva de vibranium durante siglos, lo que los convirtió en la fuente de un mito de monstruos de Wakanda. Después de que Pantera Negra frustra el complot armamentístico, Klaue huye del murciélago gigante. Luego, Kilmonger se acerca a él y le da agua y dinero a Klaue a cambio de información que Klaue había encontrado en las cuevas.
- Ulysses Klaue aparece en Lego Marvel Super Heroes - Black Panther: Trouble in Wakanda, con la voz de Trevor Devall.[33]

### Universo cinematográfico de Marvel
- Ulysses Klaue aparece en los medios ambientados en universo cinematográfico de Marvel (UCM), interpretado por Andy Serkis. Esta versión es un traficante de armas afrikáner, un viejo conocido de Tony Stark antes de los eventos de Iron Man, y fue literalmente marcado como un ladrón cuando Klaue robó con éxito una gran cantidad de vibranium de Wakanda.
  - En la película de 2015 Avengers: Age of Ultron,[34] Ultron lo encuentra y le roba su vibranium, aunque el androide compensa a Klaue transfiriendo miles de millones de las cuentas de Stark a las suyas. Después de que Klaue enfurece accidentalmente a Ultron, este último le corta el brazo izquierdo al primero y lo obliga a huir.
  - En Black Panther (2018),[35] Después de los eventos de Age of Ultron, reemplazó su brazo izquierdo con una prótesis que contiene una pieza retráctil de avanzado equipo de minería de Wakanda. También se revela que en 1992, Klaue recibió ayuda del príncipe rebelde de Wakanda, N'Jobu, para robar vibranium del país. En el presente, Klaue se alinea con el hijo de N'Jobu, Erik "Killmonger" Stevens. Tras una operación encubierta en Busan, Klaue es detenido por T'Challa e interrogado por Everett K. Ross hasta que Killmonger lo extrae. Este luego traiciona y mata a Klaue antes de llevar su cuerpo a Wakanda como una ofrenda para obtener acceso al trono.
  - Una versión en realidad alternativa de Klaue aparece en el episodio "¿Qué pasaría sí... Killmonger rescató a Tony Stark?" de la serie animada de Disney+ ¿Qué pasaría si...?. James Rhodes se reúne con él en nombre de Stark y Killmonger para comprar vibranium para su proyecto de drones, cuando son emboscados por T'Challa, que está intentando recuperar el metal robado. Killmonger luego llega y mata tanto a Rhodes como a T'Challa, con Klaue escapando en la confusión. Más tarde, Klaue se asocia con Killmonger y lo lleva a Wakanda, solo para ser traicionado y asesinado por él una vez que llegan, y su cuerpo se usa como una ofrenda para ganar el acceso de Killmonger al trono.

### Videojuegos
- Klaw aparece como un jefe en el videojuego Captain America and The Avengers
- Klaw aparece como un personaje jugable en Lego Marvel Vengadores y LEGO Marvel Super Heroes 2
- Klaw aparece como un personaje jugable en Marvel Future Fight.[36]
- Klaw aparece como un jefe en el videojuego Marvel Ultimate Alliance 3: The Black Order
- Klaw aparece como villano principal en la expansión Guerra por Wakanda de Black Panther del videojuego Marvel's Avengers.